# Ruch Obywatelski Akcja Demokratyczna
Ruch Obywatelski Akcja Demokratyczna (ROAD) – polska partia polityczna działająca w latach 1990–1991, utworzona przez działaczy „Solidarności”.

## Historia
Ugrupowanie zostało założone 16 lipca 1990 przez m.in. Zbigniewa Bujaka i Władysława Frasyniuka w odpowiedzi na powstanie Porozumienia Centrum. Wśród przywódców partii byli także Adam Michnik, Jan Lityński, Henryk Wujec i Zofia Kuratowska, zaś ponadto przystąpili do niej m.in. Jacek Kuroń, Barbara Labuda, Bronisław Geremek i Marek Edelman. W wyborach prezydenckich w 1990 popierał kandydaturę Tadeusza Mazowieckiego. W maju 1991 wszedł w skład Unii Demokratycznej (przeciw zjednoczeniu protestowali m.in. Zbigniew Bujak, Adam Michnik i Andrzej Celiński). Grupa skupiona wokół Zbigniewa Bujaka 20 kwietnia 1991 powołała nowe stronnictwo pod nazwą Ruch Demokratyczno-Społeczny o socjaldemokratycznym charakterze.